# National Football League 1998
La stagione NFL 1998 fu la 79ª stagione sportiva della National Football League, la massima lega professionistica statunitense di football americano. La finale del campionato, il Super Bowl XXXIII, si disputò il 31 gennaio 1999 al Pro Player Stadium di Miami, in Florida e si concluse con la vittoria dei Denver Broncos sugli Atlanta Falcons per 34 a 19. La stagione iniziò il 6 settembre 1998 e si concluse con il Pro Bowl 1999 che si tenne il 7 febbraio 1999 a Honolulu.
La stagione vide i Tennessee Oilers spostare il proprio campo di casa dal Liberty Bowl Memorial Stadium di Memphis al Vanderbilt Stadium di Nashville.

## Modifiche alle regole
- Vennero vietati i visori oscurati davanti ai caschi, tranne quando necessari per ragioni mediche.
- Venne vietato ai giocatori della difesa di effettuare delle finte per indurre movimenti illegali da parte degli offensive lineman.
- Venne introdotta una penalità nel caso che una squadra, prima di un'azione formasse un raggruppamento di 12 o più giocatori, anche se prima dell'inizio dell'azione i giocatori in eccesso fossero usciti dal campo.
- Venne stabilito che la scelta per il lancio della moneta fosse effettuato prima del lancio e non con la moneta in volo. Questa modifica venne introdotta a stagione iniziata in seguito a una controversia sorta durante la partita Detroit Lions-Pittsburgh Steelers in cui le scelte durante il lancio della monetina per l'assegnazione della palla nei tempi supplementari furono confuse e conflittuali ed in cui la decisione dell'arbitro finì per condizionare indirettamente l'esito dell'incontro.

## Stagione regolare
La stagione regolare iniziò il 6 settembre e terminò il 28 dicembre 1998, si svolse in 17 giornate durante le quali ogni squadra disputò 16 partite.

### Risultati della stagione regolare
- V = Vittorie, S = Sconfitte, P = Pareggi, PCT = Percentuale di vittorie, PF = Punti Fatti, PS = Punti Subiti
- La qualificazione ai play-off è indicata in verde (tra parentesi il seed)

| AFC East                 |    |    |   |     |     |     |
| Squadra                  | V  | S  | P | PCT | PF  | PS  |
| (2) New York Jets        | 12 | 4  | 0 | 750 | 416 | 266 |
| (4) Miami Dolphins       | 10 | 6  | 0 | 625 | 321 | 265 |
| (5) Buffalo Bills        | 10 | 6  | 0 | 625 | 400 | 333 |
| (6) New England Patriots | 9  | 7  | 0 | 563 | 337 | 329 |
| Indianapolis Colts       | 3  | 13 | 0 | 188 | 310 | 444 |

| NFC East              |    |    |   |     |     |     |
| Squadra               | V  | S  | P | PCT | PF  | PS  |
| (3) Dallas Cowboys    | 10 | 6  | 0 | 625 | 381 | 275 |
| (6) Arizona Cardinals | 9  | 7  | 0 | 563 | 325 | 378 |
| New York Giants       | 8  | 8  | 0 | 500 | 287 | 309 |
| Washington Redskins   | 6  | 10 | 0 | 375 | 319 | 421 |
| Philadelphia Eagles   | 3  | 13 | 0 | 188 | 161 | 344 |

| AFC Central              |    |    |   |     |     |     |
| Squadra                  | V  | S  | P | PCT | PF  | PS  |
| (3) Jacksonville Jaguars | 11 | 5  | 0 | 688 | 392 | 338 |
| Tennessee Oilers         | 8  | 8  | 0 | 500 | 330 | 320 |
| Pittsburgh Steelers      | 7  | 9  | 0 | 438 | 263 | 303 |
| Baltimore Ravens         | 6  | 10 | 0 | 375 | 269 | 335 |
| Cincinnati Bengals       | 3  | 13 | 0 | 188 | 268 | 452 |

| NFC Central           |    |    |   |     |     |     |
| Squadra               | V  | S  | P | PCT | PF  | PS  |
| (1) Minnesota Vikings | 15 | 1  | 0 | 938 | 556 | 296 |
| (5) Green Bay Packers | 11 | 5  | 0 | 688 | 408 | 319 |
| Tampa Bay Buccaneers  | 8  | 8  | 0 | 500 | 314 | 295 |
| Detroit Lions         | 5  | 11 | 0 | 313 | 306 | 378 |
| Chicago Bears         | 4  | 12 | 0 | 250 | 276 | 368 |

| AFC West           |    |    |   |     |     |     |
| Squadra            | V  | S  | P | PCT | PF  | PS  |
| (1) Denver Broncos | 14 | 2  | 0 | 875 | 501 | 309 |
| Oakland Raiders    | 8  | 8  | 0 | 500 | 288 | 356 |
| Seattle Seahawks   | 8  | 8  | 0 | 500 | 372 | 310 |
| Kansas City Chiefs | 7  | 9  | 0 | 438 | 327 | 363 |
| San Diego Chargers | 5  | 11 | 0 | 313 | 241 | 342 |

| NFC West                |    |    |   |     |     |     |
| Squadra                 | V  | S  | P | PCT | PF  | PS  |
| (2) Atlanta Falcons     | 14 | 2  | 0 | 875 | 442 | 289 |
| (4) San Francisco 49ers | 12 | 4  | 0 | 750 | 479 | 328 |
| New Orleans Saints      | 6  | 10 | 0 | 375 | 305 | 359 |
| Carolina Panthers       | 4  | 12 | 0 | 250 | 336 | 413 |
| Saint Louis Rams        | 4  | 12 | 0 | 250 | 285 | 378 |

## Play-off
I play-off iniziarono con il Wild Card Weekend il 2 e 3 gennaio 1999. I Divisional Playoff si giocarono il 9 e 10 gennaio e i Conference Championship Game il 17 gennaio. Il Super Bowl XXXIII si disputò il 31 gennaio al Pro Player Stadium di Miami.

### Seeding
| Seed | American Football Conference                 | National Football Conference              |
| ---- | -------------------------------------------- | ----------------------------------------- |
| 1    | Denver Broncos (vincitori AFC West)          | Minnesota Vikings (vincitori NFC Central) |
| 2    | New York Jets (vincitori AFC East)           | Atlanta Falcons (vincitori NFC West)      |
| 3    | Jacksonville Jaguars (vincitori AFC Central) | Dallas Cowboys (vincitori NFC East)       |
| 4    | Miami Dolphins                               | San Francisco 49ers                       |
| 5    | Buffalo Bills                                | Green Bay Packers                         |
| 6    | New England Patriots                         | Arizona Cardinals                         |

### Incontri
| Wild Card Game | Wild Card Game                 | Wild Card Game                 | Wild Card Game                 |    |               | Divisional Play-off         | Divisional Play-off           | Divisional Play-off         |                                 |                                 | Conference Championship         | Conference Championship | Conference Championship |  |  | Super Bowl XXXIII | Super Bowl XXXIII | Super Bowl XXXIII | Super Bowl XXXIII | Super Bowl XXXIII |
|                |                                |                                |                                |    |               |                             |                               |                             |                                 |                                 |                                 |                         |                         |  |  |                   |                   |                   |                   |                   |
|                | 3 gennaio - ALLTEL Stadium     | 3 gennaio - ALLTEL Stadium     | 3 gennaio - ALLTEL Stadium     |    |               | 10 gennaio - Giants Stadium | 10 gennaio - Giants Stadium   | 10 gennaio - Giants Stadium |                                 |                                 |                                 |                         |                         |  |  |                   |                   |                   |                   |                   |
|                | 3 gennaio - ALLTEL Stadium     | 3 gennaio - ALLTEL Stadium     | 3 gennaio - ALLTEL Stadium     |    |               | 10 gennaio - Giants Stadium | 10 gennaio - Giants Stadium   | 10 gennaio - Giants Stadium |                                 |                                 |                                 |                         |                         |  |  |                   |                   |                   |                   |                   |
|                | 3 gennaio - ALLTEL Stadium     | 3 gennaio - ALLTEL Stadium     | 3 gennaio - ALLTEL Stadium     |    |               | 10 gennaio - Giants Stadium | 10 gennaio - Giants Stadium   | 10 gennaio - Giants Stadium |                                 |                                 |                                 |                         |                         |  |  |                   |                   |                   |                   |                   |
|                | 3 gennaio - ALLTEL Stadium     | 3 gennaio - ALLTEL Stadium     | 3 gennaio - ALLTEL Stadium     |    |               | 10 gennaio - Giants Stadium | 10 gennaio - Giants Stadium   | 10 gennaio - Giants Stadium |                                 |                                 |                                 |                         |                         |  |  |                   |                   |                   |                   |                   |
|                | 6                              | New England                    | 10                             |    |               | 10 gennaio - Giants Stadium | 10 gennaio - Giants Stadium   | 10 gennaio - Giants Stadium |                                 |                                 |                                 |                         |                         |  |  |                   |                   |                   |                   |                   |
|                | 6                              | New England                    | 10                             | 3  | Jacksonville  | 24                          |                               |                             |                                 |                                 |                                 |                         |                         |  |  |                   |                   |                   |                   |                   |
|                | 3                              | Jacksonville                   | 25                             | 3  | Jacksonville  | 24                          |                               |                             | 17 gennaio - Mile High Stadium  | 17 gennaio - Mile High Stadium  | 17 gennaio - Mile High Stadium  |                         |                         |  |  |                   |                   |                   |                   |                   |
|                | 3                              | Jacksonville                   | 25                             | 2  | N.Y. Jets     | 34                          |                               |                             | 17 gennaio - Mile High Stadium  | 17 gennaio - Mile High Stadium  | 17 gennaio - Mile High Stadium  |                         |                         |  |  |                   |                   |                   |                   |                   |
|                |                                |                                |                                | 2  | N.Y. Jets     | 34                          |                               |                             | 17 gennaio - Mile High Stadium  | 17 gennaio - Mile High Stadium  | 17 gennaio - Mile High Stadium  |                         |                         |  |  |                   |                   |                   |                   |                   |
|                |                                |                                |                                |    |               |                             |                               |                             | 17 gennaio - Mile High Stadium  | 17 gennaio - Mile High Stadium  | 17 gennaio - Mile High Stadium  |                         |                         |  |  |                   |                   |                   |                   |                   |
|                | 2 gennaio - Pro Player Stadium | 2 gennaio - Pro Player Stadium | 2 gennaio - Pro Player Stadium | 2  | N.Y. Jets     | 10                          |                               |                             |                                 |                                 |                                 |                         |                         |  |  |                   |                   |                   |                   |                   |
|                | 2 gennaio - Pro Player Stadium | 2 gennaio - Pro Player Stadium | 2 gennaio - Pro Player Stadium | 2  | N.Y. Jets     | 10                          | 9 gennaio - Mile High Stadium |                             |                                 |                                 |                                 |                         |                         |  |  |                   |                   |                   |                   |                   |
|                | 2 gennaio - Pro Player Stadium | 2 gennaio - Pro Player Stadium | 2 gennaio - Pro Player Stadium |    | 1             | Denver                      | 23                            |                             |                                 |                                 |                                 |                         |                         |  |  |                   |                   |                   |                   |                   |
|                | 2 gennaio - Pro Player Stadium | 2 gennaio - Pro Player Stadium | 2 gennaio - Pro Player Stadium |    | 1             | Denver                      | 23                            |                             |                                 |                                 |                                 |                         |                         |  |  |                   |                   |                   |                   |                   |
|                | 5                              | Buffalo                        | 17                             |    |               |                             |                               |                             |                                 |                                 |                                 |                         |                         |  |  |                   |                   |                   |                   |                   |
|                | 5                              | Buffalo                        | 17                             | 4  | Miami         | 3                           |                               |                             |                                 |                                 |                                 |                         |                         |  |  |                   |                   |                   |                   |                   |
|                | 4                              | Miami                          | 24                             | 4  | Miami         | 3                           |                               |                             | 31 gennaio - Pro Player Stadium | 31 gennaio - Pro Player Stadium | 31 gennaio - Pro Player Stadium |                         |                         |  |  |                   |                   |                   |                   |                   |
|                | 4                              | Miami                          | 24                             | 1  | Denver        | 38                          |                               |                             | 31 gennaio - Pro Player Stadium | 31 gennaio - Pro Player Stadium | 31 gennaio - Pro Player Stadium |                         |                         |  |  |                   |                   |                   |                   |                   |
|                |                                |                                |                                | 1  | Denver        | 38                          |                               |                             |                                 | 31 gennaio - Pro Player Stadium | 31 gennaio - Pro Player Stadium |                         |                         |  |  |                   |                   |                   |                   |                   |
|                |                                |                                |                                |    |               |                             |                               |                             |                                 | 31 gennaio - Pro Player Stadium | 31 gennaio - Pro Player Stadium |                         |                         |  |  |                   |                   |                   |                   |                   |
|                | 3 gennaio - 3Com Park          | 3 gennaio - 3Com Park          | 3 gennaio - 3Com Park          | A1 | Denver        | 34                          |                               |                             |                                 |                                 |                                 |                         |                         |  |  |                   |                   |                   |                   |                   |
|                | 3 gennaio - 3Com Park          | 3 gennaio - 3Com Park          | 3 gennaio - 3Com Park          | A1 | Denver        | 34                          | 9 gennaio - Georgia Dome      |                             |                                 |                                 |                                 |                         |                         |  |  |                   |                   |                   |                   |                   |
|                | 3 gennaio - 3Com Park          | 3 gennaio - 3Com Park          | 3 gennaio - 3Com Park          |    | N2            | Atlanta                     | 19                            |                             |                                 |                                 |                                 |                         |                         |  |  |                   |                   |                   |                   |                   |
|                | 3 gennaio - 3Com Park          | 3 gennaio - 3Com Park          | 3 gennaio - 3Com Park          |    | N2            | Atlanta                     | 19                            |                             |                                 |                                 |                                 |                         |                         |  |  |                   |                   |                   |                   |                   |
|                | 5                              | Green Bay                      | 27                             |    |               |                             |                               |                             |                                 |                                 |                                 |                         |                         |  |  |                   |                   |                   |                   |                   |
|                | 5                              | Green Bay                      | 27                             | 4  | San Francisco | 18                          |                               |                             |                                 |                                 |                                 |                         |                         |  |  |                   |                   |                   |                   |                   |
|                | 4                              | San Francisco                  | 30                             | 4  | San Francisco | 18                          |                               |                             | 17 gennaio - Metrodome          | 17 gennaio - Metrodome          | 17 gennaio - Metrodome          |                         |                         |  |  |                   |                   |                   |                   |                   |
|                | 4                              | San Francisco                  | 30                             | 2  | Atlanta       | 20                          |                               |                             | 17 gennaio - Metrodome          | 17 gennaio - Metrodome          | 17 gennaio - Metrodome          |                         |                         |  |  |                   |                   |                   |                   |                   |
|                |                                |                                |                                | 2  | Atlanta       | 20                          |                               |                             | 17 gennaio - Metrodome          | 17 gennaio - Metrodome          | 17 gennaio - Metrodome          |                         |                         |  |  |                   |                   |                   |                   |                   |
|                |                                |                                |                                |    |               |                             |                               |                             | 17 gennaio - Metrodome          | 17 gennaio - Metrodome          | 17 gennaio - Metrodome          |                         |                         |  |  |                   |                   |                   |                   |                   |
|                | 2 gennaio - Texas Stadium      | 2 gennaio - Texas Stadium      | 2 gennaio - Texas Stadium      | 2  | Atlanta       | 30                          |                               |                             |                                 |                                 |                                 |                         |                         |  |  |                   |                   |                   |                   |                   |
|                | 2 gennaio - Texas Stadium      | 2 gennaio - Texas Stadium      | 2 gennaio - Texas Stadium      | 2  | Atlanta       | 30                          | 10 gennaio - Metrodome        |                             |                                 |                                 |                                 |                         |                         |  |  |                   |                   |                   |                   |                   |
|                | 2 gennaio - Texas Stadium      | 2 gennaio - Texas Stadium      | 2 gennaio - Texas Stadium      |    | 1             | Minnesota                   | 27                            |                             |                                 |                                 |                                 |                         |                         |  |  |                   |                   |                   |                   |                   |
|                | 2 gennaio - Texas Stadium      | 2 gennaio - Texas Stadium      | 2 gennaio - Texas Stadium      |    | 1             | Minnesota                   | 27                            |                             |                                 |                                 |                                 |                         |                         |  |  |                   |                   |                   |                   |                   |
|                | 6                              | Arizona                        | 20                             |    |               |                             |                               |                             |                                 |                                 |                                 |                         |                         |  |  |                   |                   |                   |                   |                   |
|                | 6                              | Arizona                        | 20                             | 6  | Arizona       | 21                          |                               |                             |                                 |                                 |                                 |                         |                         |  |  |                   |                   |                   |                   |                   |
|                | 3                              | Dallas                         | 7                              | 6  | Arizona       | 21                          |                               |                             |                                 |                                 |                                 |                         |                         |  |  |                   |                   |                   |                   |                   |
|                | 3                              | Dallas                         | 7                              | 1  | Minnesota     | 41                          |                               |                             |                                 |                                 |                                 |                         |                         |  |  |                   |                   |                   |                   |                   |

### Vincitore
| Vincitori del Super Bowl XXXIII Denver Broncos 2º titolo |

## Premi individuali
| MVP della NFL                 | Terrell Davis, Running back, Denver Broncos |
| Allenatore dell'anno          | Dan Reeves, Atlanta                         |
| Giocatore offensivo dell'anno | Terrell Davis, Running Back, Denver         |
| Difensore dell'anno           | Reggie White, Defensive End, Green Bay      |
| Rookie offensivo dell'anno    | Randy Moss, Wide Receiver, Minnesota        |
| Rookie difensivo dell'anno    | Charles Woodson, Cornerback, Oakland        |
| Comeback Player of the Year   | Doug Flutie, Quarterback, Buffalo           |